# ワイルドウルフ
ワイルドウルフは、2003年に山佐が開発・販売したパチスロ機である。

## 概要
『カンフーレツデン』で大量獲得＋ストック機というジャンルを開拓した同社ではあるが、当時は爆裂AT機の存在で陰に隠れてしまった。そして4.5号機要件によりこのジャンルが再評価された時期にリリースされた大量獲得＋ストック機である。
通常時はドットで演出を行い、演出的には『キングパルサー』同様5回連続継続でボーナス確定だったり、バウンドストップなども存在。他にも狼の遠吠えやボーナスの期待度が高いワイルドチャンス、そしてビッグボーナス確定のフリーズも存在する。
ビッグボーナス中は『カンフーレツデン』同様ナビ通り消化することで15枚役であるベルが揃い、リプレイ成立時は左リールにチェリーを狙うことで15枚となり簡単に711枚獲得可能である。ちなみに、天井はビッグボーナスで1424G、レギュラーボーナスで784Gとなっている。
ちなみに、本機が導入された頃に『ワイルドウルフR』が検定通過し、2006年に『狼烈伝』としてリリースされる。